# Temple de Confucius de Pékin
Le temple de Confucius de Pékin (chinois simplifié : 北京孔庙 ; chinois traditionnel : 北京孔廟 ; pinyin : Běijīng Kǒngmiào) est le deuxième plus grand temple confucéen de Chine après celui de Qufu.
Depuis 1988, il fait partie des sites historiques et culturels majeurs protégés au niveau national par l'État chinois.

## Histoire
Le temple se trouve sur la rue Guozijian, à proximité de l'Académie impériale (Guozijian). La construction du temple débute en 1302, sous la dynastie Yuan, et les hauts dignitaires du régime viennent y révérer Confucius jusqu'en 1911. Son enceinte a été élargie à deux reprises, sous la dynastie Ming puis sous les Qing, et occupe aujourd'hui une surface de 20 000 mètres carrés. De 1981 à 2005, le temple confucéen de Pékin accueille également une partie de la collection d'œuvres d'art du Musée de la capitale.

## Description

### Bâtiments
Le temple comprend quatre cours intérieures alignées le long d'un axe central. Les principaux monuments sont, du sud au nord, les portes Xianshi (先师门) et Dacheng (aussi appelée Porte du Grand Accomplissement, 大成门), la salle Dacheng (大成殿) et le Chongshengci (崇圣祠).
À l'intérieur du temple se trouvent 198 tablettes en pierre placées de chaque côté de la première cour intérieure. Elles contiennent les inscriptions de plus de 51 624 noms de jinshi (titre académique le plus élevé des examens impériaux de la Chine antique et médiévale) des dynasties Yuan, Ming et Qing, ainsi que quatorze stèles comprenant des inscriptions à caractère historique. Le temple contient aussi des tablettes en pierre marquées du nom de nombreuses générations d'étudiants ayant réussi les Examens impériaux, ainsi que des stèles offertes par la ville de Jintan (province du Jiangsu) sur lesquels sont inscrits les Treize classiques (en) du confucianisme.

### Collections

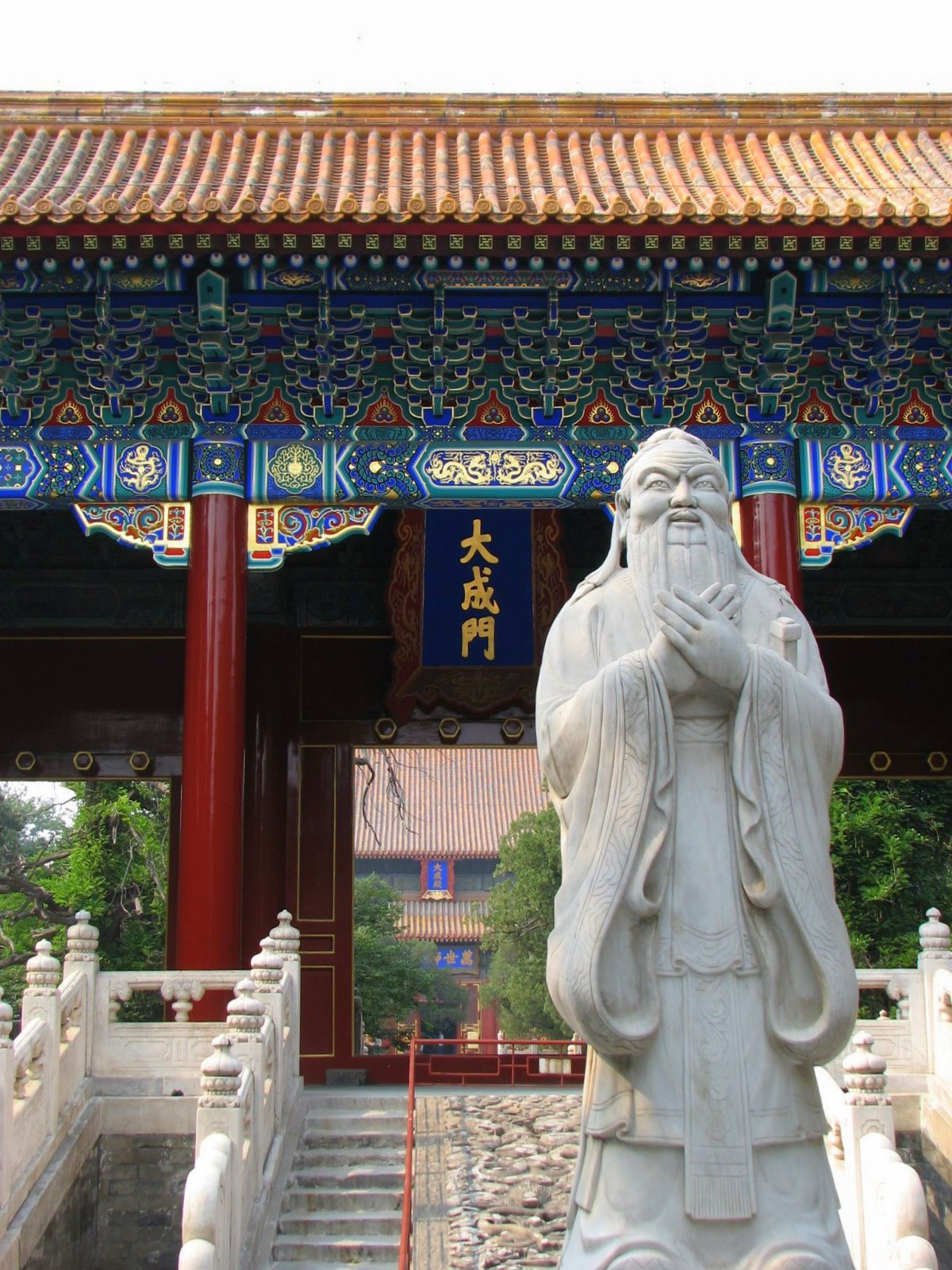
Une statue de Confucius devant le temple.

Les collections du temps comprennent notamment une reproduction d'un tambour en pierre de la période des Zhou de l'Ouest réalisée sous l'empereur Qianlong (1735-1796). Après la porte du Grand Accomplissement, d'autres tambours en pierre de la dynastie Qing sont conservés. Dans la Salle de la Grande Perfection, à côté du sanctuaire central, se trouve une vaste collection d'instruments de musique ancestraux.
À l'intérieur du temple ont été disposées plusieurs sculptures. L'une des plus notables représente deux dragons jouant avec une perle dans les cieux. Cette image est rare dans les temples confucéens et davantage utilisée dans les palais impériaux, dans la mesure où l'usage du symbole du dragon est réservé aux empereurs.
Les jardins du temple comptent plusieurs arbres centenaires, dont un cyprès connu comme le « cyprès du Malin » (Chujian Bai). Vieux de plus de 700 ans, il est devenu célèbre dans toute la Chine grâce à une légende populaire : lorsqu'un notable corrompu passait près de l'arbre, celui-ci faisait tomber son chapeau. Le Chujian Bai a ainsi acquis la réputation de distinguer les hommes mauvais d'entre les bons.